# 包科尼

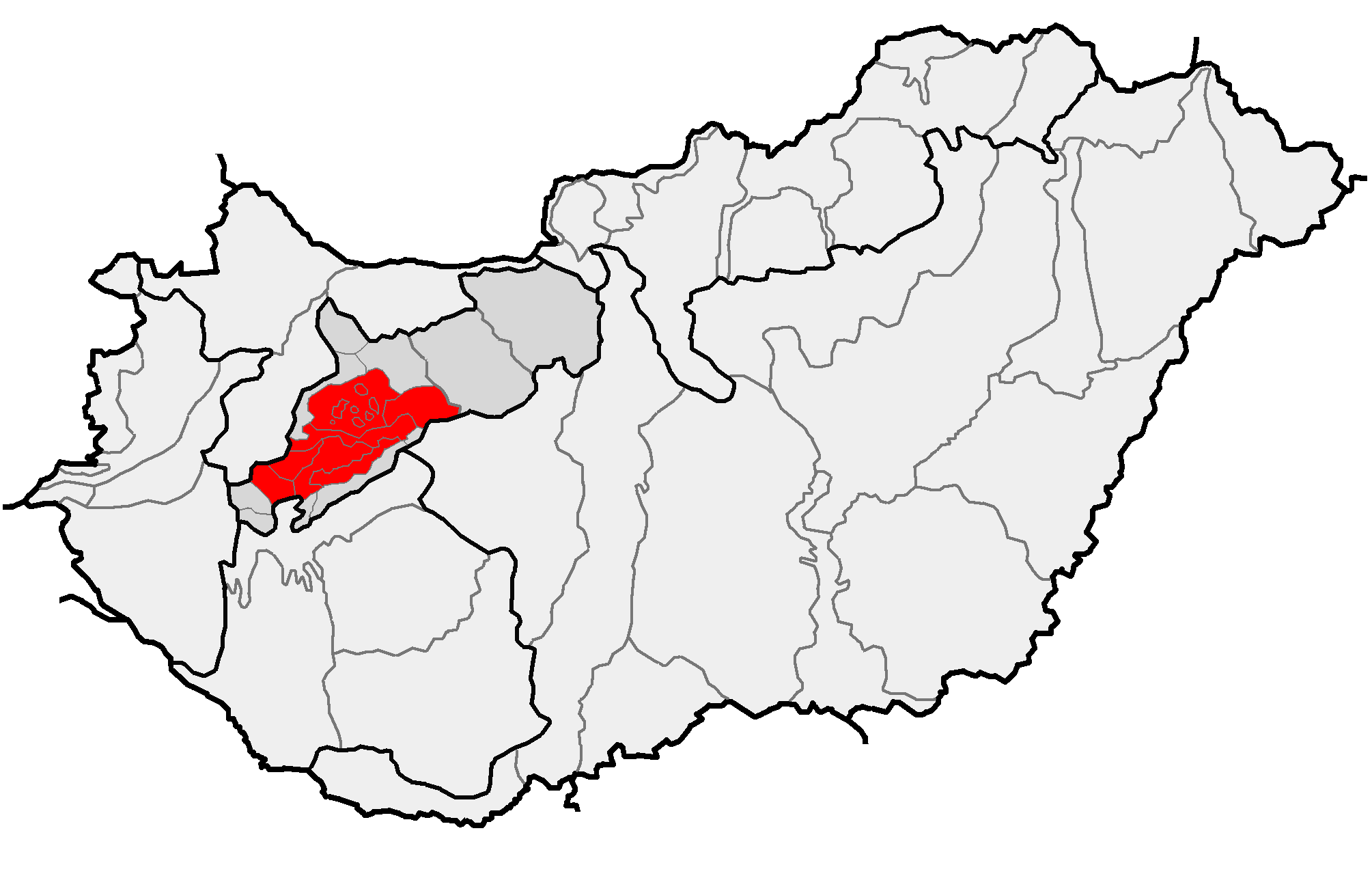
包科尼在匈牙利的位置

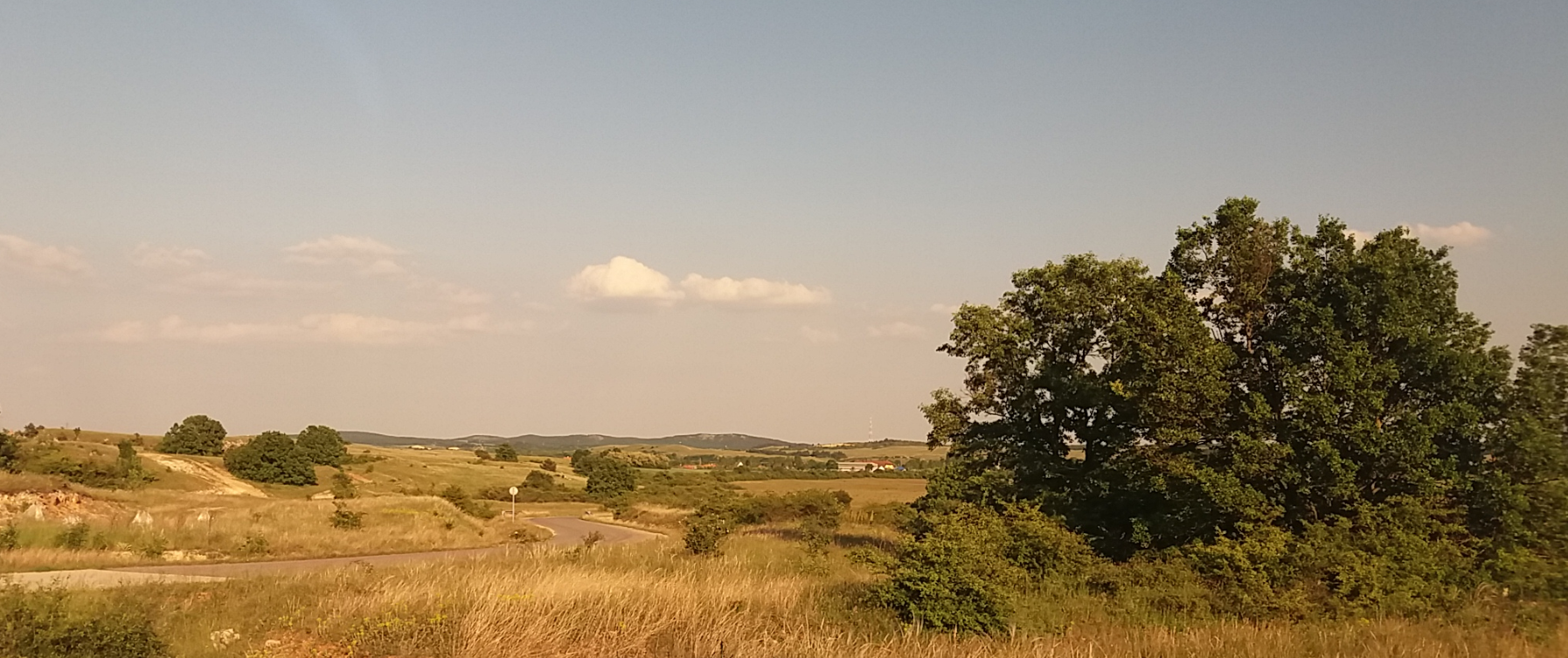
包科尼风景

包科尼（匈牙利語：Bakony，匈牙利語發音：[ˈbɒkoɲ]）是匈牙利外多瑙地区的一个山区，位于巴拉顿湖以北，构成了外多瑙山脉的最大部分，几乎全境位于維斯普雷姆州。